# Maiden Castle

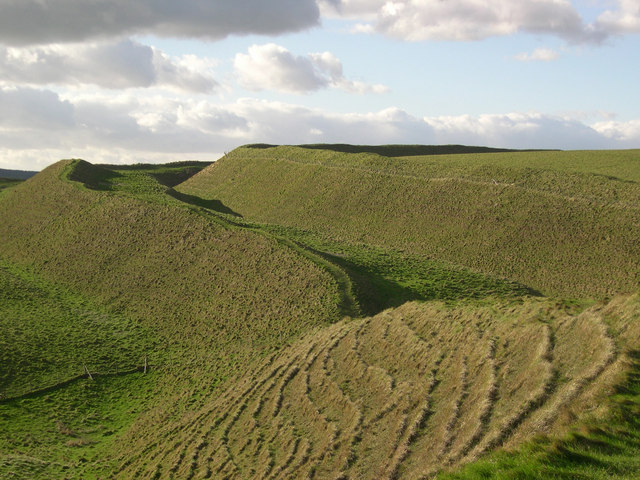
Valy hradiště

Maiden Castle (z angličtiny lze přeložit jako Panenský hrad) je hradiště z doby železné, které se nachází přibližně 2,5 kilometru jižně od anglického města Dorchester v hrabství Dorset. Jméno je buď modernějšího původu a odkazuje k zdánlivé nedobytnosti kopce, nebo by mohlo být odvozeno z britonského mai-dun, které znamená „velký kopec“.

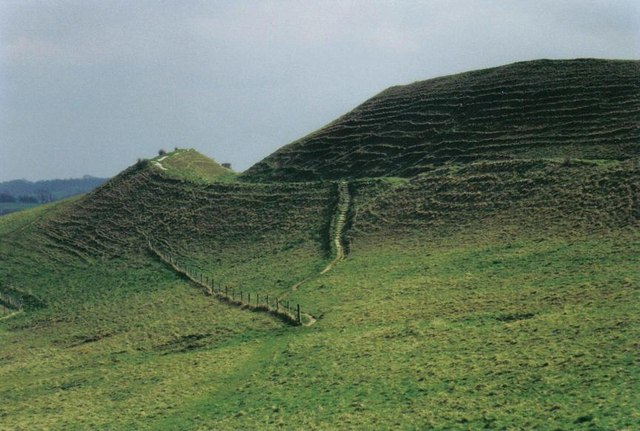
Opevnění hradiště

Nejstarší archeologické nálezy svědčící o zdejší lidské činnosti pocházejí z neolitu; jedná se o mohyly a zemní ohrazení. Okolo roku 1800 př. n. l., během doby bronzové, byla lokalita používána pro pěstování obilí a posléze byla opuštěna. Vlastní hradiště bylo postaveno okolo roku 600 př. n. l.; původní rozlohou 64 000 čtverečních metrů i původní jednoduchostí bylo podobné jiným hradištím v Británii. Okolo roku 450 př. n. l. bylo ovšem zásadně rozšířeno a díky ztrojnásobení rozlohy na 190 000 čtverečních metrů se stalo největším hradištěm v Británii (a podle některých kritérií i největším hradištěm Evropy. Zároveň byla v rámci přestavby i vylepšena obrana stavbou dalších příkopů a valů. Okolo roku 100 př. n. l. začalo obyvatel ubývat a obydlení se soustředilo na východní část. Osídlení se zde ovšem udrželo minimálně do doby římské provincie — v této době se jednalo o teritorium keltského kmene Durotrigů.

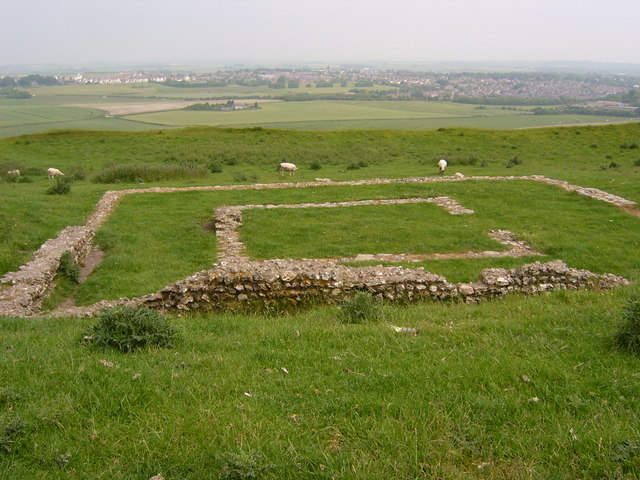
Odkryté zbytky chrámu

Zdá se, že po dobytí Británie Římany v prvním století našeho letopočtu byl Panenský hrad opuštěn, nelze ovšem vyloučit, že na něm vyskytovali římští vojáci.V čtvrtém století zde byl postaven chrám, ovšem v 6. století je opět lokalita opuštěna a během celého středověku je využívána pouze pro zemědělství.
Hradiště bylo inspirací skladateli Johnu Irelandovi a spisovateli Thomasovi Hardymu. Poté, co bylo zkoumání hradišť popularizováno v 19. století Augustem Pittem Riversem, provedl na Panenském hradě první archeologické vykopávky archeolog Mortimer Wheeler ve 30. letech 20. století.
Dnes se lokalita řadí mezi oficiální anglické historické památky.